# Paul Pierre Méouchi

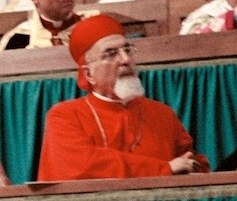

Paul Pierre Méouchi (1894 - 1975) là một Hồng y người Li Băng của Giáo hội Công giáo Rôma. Ông nguyên là Thượng phụ Tòa Thượng phụ Antioch của Giáo hội Công giáo Maronites, Chủ tịch Hội đồng Giáo hội Maronites và Chủ tịch Hội đồng Thượng phụ và Giám mục Li Băng. Ông cũng là một nghị phụ tham dự đầy đủ bốn giai đoạn của Công đồng Vaticanô II.

## Tiểu sử
Thượng phụ Paul Pierre Méouchi sinh ngày 1 tháng 4 năm 1894 tại Djezzine, Li Băng. Sau quá trình tu học dài dạn tại các cơ sở chủng viện theo quy định của Giáo luật Công giáo. Ngày 7 tháng 12 năm 1917, Phó tế Méouchi được truyền chức linh mục, khi ấy, tân linh mục mới 23 tuổi. Tân linh mục là thành viên của linh mục đoàn Giáo phận Saïdā (Sidone).
Ngày 29 tháng 4 năm 1934, Tòa Thánh bổ nhiệm linh mục Méouchi làm Giám mục chính tòa Giáo phận Tyr. thuộc Giáo hội Công giáo Maronite. Tân giám mục đã được tấn phong sau đó vào ngày 8 tháng 12 cùng năm, với phần nghi thức chính được cử hành bởi ba giáo sĩ: chủ phong là Thượng phụ Antonio Pierre Arida, thượng phụ tòa Antioch; hai vị phụ phong gồm Augustin Bostani, Giám mục chính tòa Giáo phận Saïdā (Sidone) và Giám mục Pierre Feghali, Giám mục Hiệu tòa Epiphania in Syria, thuộc Giáo hội Maronites. Tân giám mục chọn cho mình khẩu hiệu:Gloria libani data est ei.
Ngày 25 tháng 5 năm 1955, Giám mục Paul Pierre Méouchi được chọn làm Thượng phụ của Giáo hội Công giáo Maronites, Thượng phụ tòa Antioch (còn gọi là Antiochia). Giám mục Méouchi tham dự đầy đủ bốn giai đoạn của Công đồng Vaticanô II, trong vai trò là một nghị phụ. Mười năm sau khi đảm nhận vị trí Thượng phụ, ngày 22 tháng 2 năm 1965, Giáo hoàng Phaolô VI tổ chức một Công nghị Hồng y, qua đó, giáo hoàng vinh thăng Thượng phụ Méouchi tước hồng y Đẳng Thượng phụ (tương đương Hồng y Đẳng Giám mục).
Từ năm 1969, ông giữ chức Chủ tịch Hội đồng Giáo hội Maronites. Sau đó, từ năm 1970, ông còn kiêm thêm chức danh Chủ tịch Hội đồng Thượng phụ và Giám mục Li Băng. Ngày 11 tháng 1 năm 1975, Hồng y - Thượng phụ Méouchi qua đời, hưởng thọ 81 tuổi. Vậy, tuy mang tước vị hồng y nhưng hồng y Méouchi chưa từng dự bất kì mật nghị hồng y nào.